# Gary Habermas
Gary Robert Habermas (Detroit, 28 giugno 1950) è un filosofo e teologo statunitense.
Apologeta cristiano di orientamento evangelico, è autore di numerosi libri e articoli.  

## Biografia e carriera
Habermas ha conseguito nel 1972 il bachelor in educazione religiosa al William Tyndale College, nel 1973 il master in teologia e filosofia della religione all'Università di Detroit Mercy e nel 1976 il Ph.D. in  filosofia e storia delle religioni all'Università statale del Michigan. Dal 1979 al 1981 ha insegnato al William Tyndale College e nel 1981 è entrato alla Liberty University, dove è diventato professore di Apologetica e Filosofia e direttore del Dipartimento di filosofia. Nella sua attività professionale, Habermas si è dedicato in particolare a studi sul Gesù storico e sulla risurrezione di Gesù. Come autore o coautore, ha scritto una trentina di libri e un centinaio di articoli su giornali e riviste; ha inoltre collaborato ad una sessantina di libri come autore di capitoli o saggi o come curatore editoriale.
Habermas è sposato e ha sette figli.

## Libri principali
- Ancient Evidence for the Life of Jesus: Historical Records of His Death and Resurrection, Nashville, Thomas Nelson, 1984
- Con Antony Flew (coautore), Did Jesus Rise from the Dead? The Resurrection Debate, San Francisco, Harper & Row, 1987
- Dealing With Doubt, Chicago, Moody Press, 1990
- The Historical Jesus: Ancient Evidence for the Life of Christ, Joplin, College Press, 1996
- The Thomas Factor: Using Your Doubts to Draw Closer to God, Nashville, Broadman & Holman, 1999
- The Risen Jesus & Future Hope, Lanham, Rowman & Littlefield, 2003
- Con Michael Licona (coautore), The Case for the Resurrection of Jesus, Grand Rapids, Kregel, 2004
- Con James P. Moreland (coautore), Beyond Death: Exploring the Evidence for Immortality, Wheaton, Crossway, 2004
- Con Antony Flew (coautore), Resurrected?: An Atheist and Theist Dialogue, Lanham, Rowman & Littlefield, 2005
- Why is God Ignoring me? Carol Stream, Tyndale House Publisher, 2010